# IC 5174
IC 5174 ist eine Balken-Spiralgalaxie mit ausgedehnten Sternentstehungsgebieten vom Hubble-Typ SBb im Sternbild Kranich am Südsternhimmel. Sie ist schätzungsweise 497 Millionen Lichtjahre von der Milchstraße entfernt.
Das Objekt wurde im Jahr 1899 von DeLisle Stewart entdeckt.